# 太平書屋
太平書屋（たいへいしょおく）は、国文学専門の出版社で、代表者は浅川征一郎。
川柳書、漢詩文書、江戸風俗書、軟派珍書、狂歌狂詩などを対象に、稀少本の複製本、書下ろし解説書、研究書などを刊行している。漢詩文と絵本を主とした影印・複製本の叢書「太平文庫」で知られる（なお同文庫の判型は文庫判ではなく、同一でもない）。

## 所在地
- 千葉県流山市西初石3-1461-9-111[要出典]

## 太平文庫刊行目録
1. 画本早引 ―いろは引き略画手本
2. 太平志（天保五年（1834年）版の江戸風物詩集）寺門静軒著 永井啓夫解題・佐藤要人解説
3. 疱瘡絵本集 花咲一男編著
4. 柳湾漁唱 付鈴木瑞枝「館柳湾・人と詩」
5. 柳湾漁唱 付鈴木瑞枝「館柳湾・人と詩」
6. 柳湾漁唱 付鈴木瑞枝「館柳湾・人と詩」
7. 柳湾漁唱 付鈴木瑞枝「館柳湾・人と詩」
8. 館柳湾自筆詩稿 小籟吟藁 市川任三編著 付柳湾編著考他
9. 東京詞（明治二年（1869年）版の折本詩画帖））大沼枕山作・諸家画入 佐藤要人解説
10. どうけ百人一首、北尾重政画 文化頃刊、百人一首もぢり狂歌入風俗絵本
11. 通詩選三部作（通詩選・同笑知・同諺解）蜀山人作 日野龍夫・鈴木俊幸解説
12. 人物草画 ―絵本享保職人尽僧古審筆 享保九年（1724年）版
13. 鳥羽絵本集（一） （鳥羽車・三国志・扇の的）大岡春朴画 森田誠吾解説
14. 江戸名物詩（江戸の名物名舗九五店）方外道人作・諸家絵入 太平主人解説
15. 智恵の板 ―珍しい江戸のタングラム集 花咲一男編著
16. 江頭百詠（嘉永三年（1850年）版隅田川四時雑詠）寺門静軒著 太平主人解説
17. どうけ百人一首三部作 付清春全作品目録 近藤清春画作 浅野秀剛解説
18. 東京新詞―開化風俗漢詩集1 大橋蘆洲・北稲香合著
19. 大晦日曙草紙（一）（初・二編））山東京山作・歌川国貞画 太平主人校注
20. 花南丹羽賢（付『花南小稿』影印）斎田作楽編著
21. 玩鴎先生詠物百首注解（付・続百首）停雲会共著
22. 吉原詞集成 天明～明治珍品吉原詞七種 斎田作楽編
23. 小野ばかむら嘘字尽 付歌字尽一枚摺嘘字尽）式亭三馬作
24. 宝暦期上方子供絵本十種 雪坑斎他画 肥田晧三序・浅川征一郎編
25. 大晦日曙草紙(二)（三・四編）京山作・国貞画
26. 醜草（天保十二年（1841年）板・隈川春蔭戯文集）隈川春蔭作・諸名家画入 太平主人解説
27. 江戸明治流行細見記（名店名家名品番付）花咲一男解説
28. 東京雷名商家番付集―原題・商業取組評 明治十二年（1879年）板・尾崎富五郎編
29. 大晦日曙草紙（三）（五～八編）京山作・国貞画
30. 軽口絵本集十種 影印と翻刻対照 武藤禎夫編著
31. 五節供稚童講訳（江戸年中行事幼絵抄）山東京山作、歌川国芳・国安画
32. 祇園南海詩書・龍門石詩巻 杉下元明解説
33. 柴野栗山手書・対相四言 （大原東野画）
34. もじり百人一首三種（惺々曉斎他画）武藤禎夫編
35. なには草―浪華詩話 明治33年（1900年）版復刻 磯野秋渚著
36. 米汁沽吟 売酒郎瑰々編 斎田作楽解説
37. 造物趣向種三種 天明・天保・安政版 崔京国編
38. 安永三年（1774年）蕪村春興帖 雲英末雄編
39. 板橋雑記（中国語版）―唐土名妓伝 余懐作・山崎蘭斎訳 斎田作楽解説
40. 昔々春秋・含飴紀事 高橋昌彦解説
41. 都繁昌記註解 中島棕隠著 新稲法子訓註
42. 明治漢文秘稿三種（訳準綺語、枕蔵史） 菊池三渓・足立敬亭著
43. 竹枝詞（中国語版）集集成 第一巻 斎田作楽編
44. 東海道中勝景行程記
45. 雑纂訳解 ―中国ものはづけ集成 武藤禎夫編著
46. 東京紀勝（原題・江都紀勝） 竹内楊園編
47. 江戸名所和歌集 蜂屋光世編 江戸名所研究会
48. 西川祐信風俗絵本六種 太平主人編
49. 絵入・吉原狂歌本三種 小林ふみ子編
50. 詞筵一粲 解説・高橋博巳
51. 松江近体詩 小西伯熙著・水田紀久解説
52. 新潟富史 一名・新潟繁昌記 新稲法子訓読解説
53. 夢遊篇 付済勝漫録 高橋博巳編著
54. 口上茶番集集成 太平主人編著
55. 英一蝶絵本三種 太平主人編・解説
56. 笑府集成 武藤禎夫編
57. 畳字訓解 白雲居士著
58. 英画図考 英一蜂画 鈴木鄰松補
59. 玉堂琴士集 高橋博巳解説、斎田作楽訓注
60. 上方狂詩集九種 斎田作楽解説
61. 滑稽窮理・臍の西国 増山守正著 武藤禎夫解説
62. 菅茶山遺稿―伊沢蘭軒旧蔵未刊本 柏崎順子解説
63. 東山全図―京都東山名勝鳥瞰図 斎田作楽解説
64. 改訂増補版・通詩選三部作
65. 開化風俗漢詩集2 東京写真鏡・他全七種
66. 葛子琴篆刻集
67. 橘守国絵本選集1 絵本写宝袋
68. 訓訳示蒙
69. 野馬台詩国字抄・回文錦字詩抄
70. 橘守国絵本選集2 絵本鴬宿梅
71. 明治漢文笑話本集成《全九種》
72. 久美浜風藻
73. 草津温泉繁昌誌
74. 大東閨語諸本集成
75. 百猫画讃
76. 大沼枕山逸事集成 内田賢治編
77. 竹枝詞集集成 第二巻
78. 塵塚物語 山東京山作 津田真弓校注
79. 漢詩訳百人一首五種 玩究隠士編
80. 四季交加　山東京伝作　大高洋司編注
81. 大田常庵日記　塩村耕校注
82. 「鍼膏録」註解　斎藤竹堂作 堀口育男註解
83. 墨水四時雑詠・注解　停雲会